# سینالی دیومانده
سینالی دیومانده (به فرانسوی: Sinaly Diomandé) (زاده ۹ آوریل ۲۰۰۱) بازیکن فوتبال اهل ساحل عاج است.